# Orchid Beach
Orchid Beach (deutsch: Orchideenstrand) ist eine Feriensiedlung im Parish of Wathumba auf der Sandinsel K’gari in Queensland, Australien. Der Strand liegt an der Marloo Bay im Nordosten der Insel, rund 35 Kilometer südlich von Sandy Cape, ihrem nördlichsten Punkt. In der näheren Umgebung liegen mehrere Sehenswürdigkeiten wie die Kaps Waddy Point und Indian Head mit den Champagne Pools im Südosten oder den Ngkala Rocks und dem Ocean Lake weiter nördlich.

## Geschichte
Orchid Beach wurde in den frühen 1960er Jahren vom Baron Sir Reginald Barnwell gegründet, der eine Fluglinie von Maryborough nach dem damaligen Fraser Island betrieb. Er beabsichtigte, mit seinen Flugzeugen am Sandstrand von Orchid Beach zu landen und unweit davon ein Resort zu bauen. Da das unwegsame Gelände der Middle Rocks den Transport von Baumaterial zum Strand erschwerte, entstanden zunächst einfache Lodges, in denen sich die eingeflogenen Angler selbst versorgen mussten. Erst 1968 konnte mit dem Bau der großen Ferienanlage Orchid Beach Resort begonnen werden, das 1969 eröffnet wurde.
Orchid Beach besteht heute mehrheitlich aus Ferienhäusern. Es gibt eine Tankstelle und einen Laden. Der Strand dient als Landepiste für Kleinflugzeuge. Bei Waddy Point und an einem nördlichen Strandabschnitt besteht die Möglichkeit zu campieren.